# Medal Wybitnej Służby Lotniczej
Medal Wybitnej Służby Lotniczej lub Zaszczytny Medal Lotniczy (ang. Distinguished Flying Medal, skr. D.F.M. lub DFM) – brytyjskie odznaczenie wojskowe przyznawane do 1993 roku podoficerom i szeregowym Royal Air Force oraz pozostałych rodzajów brytyjskich sił zbrojnych i państw sojuszniczych, w przeszłości także innych krajów Wspólnoty Narodów. Medal był przyznawany za "czyn lub czyny męstwa, odwagi lub poświęcenia w obliczu wroga w czasie aktywnych działań w powietrzu" (an act or acts of valour, courage or devotion to duty whilst flying in active operations against the enemy). Został ustanowiony 3 czerwca 1918 roku.
Odpowiednikiem DFM przyznawanym przez wojska lądowe był Medal Wojskowy, a przez marynarkę wojenną Medal za Wybitną Służbę. Odpowiednikiem za czyny męstwa, dzielności lub oddania dokonane w trakcie lotu, jednak nie w bezpośredniej walce z nieprzyjacielem był Medal Sił Powietrznych.
Do 1993 roku Zaszczytny Krzyż Lotniczy stanowił odpowiednik medalu nadawany oficerom. Obecnie krzyż jest nadawany wszystkim wojskowym, bez względu na posiadany stopień.
Kolejne nadanie medalu oznaczało się umieszczając poziomo na wstążce srebrne okucie (ang. bar). Na baretce umieszczana była srebrna rozetka w kształcie róży heraldycznej.
66 takich medali otrzymali Polacy za zasługi podczas II wojny światowej, a jeden Polak został nim odznaczony dwukrotnie.